# Differentialart
Differentialart, auch Trennart genannt, ist ein Begriff der Pflanzensoziologie und der Geobotanik. Differentialarten sind Pflanzenarten, die in mehreren Pflanzengesellschaften vorkommen oder fehlen können. Ihr Vorkommen bzw. Fehlen gestattet es, die nach Charakterarten charakterisierten Gesellschaften bzw. Assoziationen in Ausbildungen bzw. Varianten einzuteilen. Diese Untergliederung mittels Differentialarten kann auf jeder syntaxonomischen Ebene durchgeführt werden, um z. B. Verbände in Unterverbände einzuteilen.